# Hans Judenkönig
Hans Judenkönig   (Schwäbisch Gmünd, 1450 (Gregorià) - Viena, 4 de març de 1526 (Gregorià)) va ser un llaütista alemany del Renaixement. Va néixer a Schwäbisch Gmünd i va morir a Viena .
Va treballar com a llaütista en les proximitats de la Universitat de Viena i va ser conegut pels seus dos llibres escrits per l'auto-ensenyament d'un públic laic.

## Obres
- Utilis et compendiaria introductio, qua ut fundamento iacto quam facillime musicum exercitium, instrumentorum et lutine, et quod vulgo Geygen nominant, addiscitur Wien 1523.
- Una bona referència artística en aquesta petita sala, per aprendre la raó adequada per aprendre les paraules Laut i Geygen, Viena 1523.

## Enregistraments
- 1994: The Renaissance Lute - Ronn McFarlane - Dorian DOR-90186 conté cinc temes de Judenkönig:
- Madonna katerina
- Christ ist erstanden (Crist és ressuscitat)
- Und wer er nit erstanden (I qui no s'ha ressuscitat)
- Der hoff dantz
- Der hoff dantz (Nach tantz)